# Jean de Barton Ier
Pour les articles homonymes, voir Jean de Barton et Jean de Barton II.
Jean de Barton Ier  (mort vers 1486), est un ecclésiastique qui fut évêque de Limoges de 1457 à 1484 puis évêque titulaire de Nazareth jusqu'à sa mort.

## Biographie
Jean de Barton ou de Barthon est le fils de Jean Barton, vicomte de Montbras, chancelier de la Marche et de Gilberte de Benac. Il est docteur en droit, conseiller au Parlement. Il est chanoine du chapitre de Limoges lorsqu'il est désigné comme évêque le 11 avril 1457 alors qu'il n'est encore que diacre. Confirmé le 13 mai il fait son entrée et prend possession de son siège épiscopal le 18 septembre 1457. Il est admis au conseil royal le 20 novembre 1465 et à l'origine de la construction d'une partie de la nef de la cathédrale de Limoges. Il résigne sa fonction d'évêque en faveur de son neveu et homonyme Jean de Barton II et est nommé le 10 mars 1484 évêque titulaire de Nazareth. Il est inhumé dans la nef de sa cathédrale.